# We Own It (Fast & Furious)
We Own It (Fast & Furious) è un singolo collaborativo dei rapper 2 Chainz e Wiz Khalifa, pubblicato nella colonna sonora del film Fast & Furious 6 nel 2013.
Il brano è anche incluso come "bonus track" nell'edizione internazionale dell'album B.O.A.T.S. II: Me Time di 2 Chainz (2013).

## Tracce
1. We Own It (Fast & Furious) – 3:47

## Classifiche
| Classifica (2013) | Posizione massima |
| ----------------- | ----------------- |
| Lussemburgo       | 3                 |